# Goi-blot
Das Goi-blot (altnordisch Gói-blót) war ein regelmäßig praktiziertes Frühjahrsopfer der Nordgermanen und kultischer Bestandteil der Nordgermanischen Religion zumindest auf Island zur heidnischen, vorchristlichen Siedlungszeit.

Schriftlicher Erwähnung zu diesem Opferfest und der Monatsbezeichnung bzw. den namengebenden Zeitraum findet sich unter anderem in den Vorzeitsagas. Snorri Sturlusson schrieb in seiner Heimskringla vom Goi-blot in Schweden bei den Svear in Uppsala.

„Í Svíþjóðu var það forn landsiður meðan heiðni var þar að höfuðblót skyldi vera að Uppsölum að gói. Skyldi þá blóta til friðar og sigurs konungi sínum og skyldu menn þangað sækja um allt Svíaveldi. Skyldi þar þá og vera þing allra Svía.“

„Alter Brauch war es in Svitjod, dass man das Hauptopfer im Goi-Monat in Uppsala abhielt. Da sollten Opfer dargebracht werden für den Frieden und Siege des Königs. Dorthin sollten das Volk aus dem ganzen Svear-Reich kommen, und zugleich sollte dort das Thing der Schweden stattfinden.“

Der Name des Opferfestes hängt zum einen mit der zeitlichen Festsetzung zusammen und bezieht sich auf den altnordischen Monatsnamen gói und den altnordischen Begriff für „Opfer“ – blót. Zum anderen wird der Name neben anderen Varianten mit alt tradierten Vegetationsgeistern in Verbindung gebracht, letztlich ist die abschließende Herleitung eine offene Frage in der Forschung. Ferner steht das Opferfest mit den anderen Opfern in Zusammenhang mit den anderen kalendarischen Übergangszeiten, dem Wechsel der Jahreszeiten, wie das jul-blót, oder das Mittsommeropfer. Wie fast alle germanische Opferhandlungen handelt es sich um Bittopfer, das zur Wiederkehr der frühjährlichen Vegetationskräfte vollzogen wurde.

„hátiðadrykkjur jól ok páskar, Ióansmessu mungát ok haustol at Míkjálsmessu“

„Festtrinken zu Weihnachten und Ostern, leichtes Bier zu Johanni und Herbsttrinkgelage zu Michaelis.“

Gemeingermanisch lässt sich die Ansetzung und Praktizierung von Opfer-, beziehungsweise Festivitäten zur Frühjahrszeit mit den vorchristlichen Osterfeierlichkeiten in Verbindung stellen, die in der frühkirchlichen Missionsliteratur (Beda Venerabilis zur zeitlichen Ansetzung des Osterfestes) geschildert bzw. interpretierbar angedeutet wurden.